# Абазовка (Полтавская область)

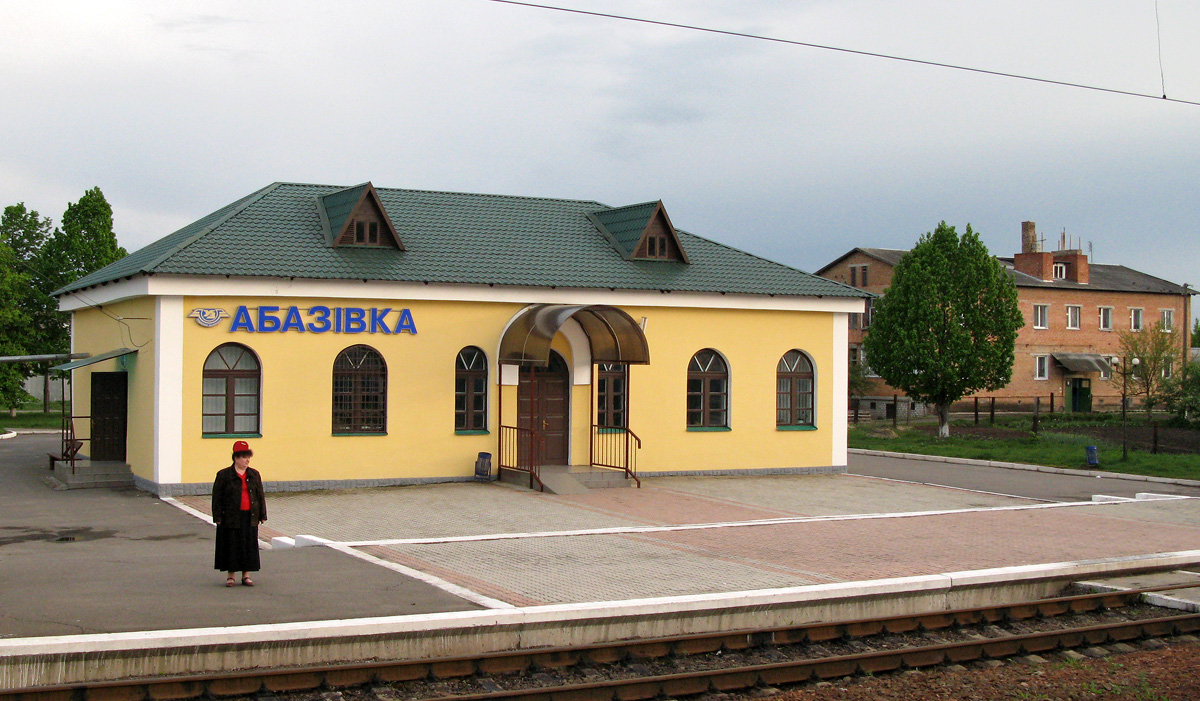
Вокзал Абазовки

Абазо́вка (укр. Абазі́вка) — село, Абазовский сельский совет, Полтавский район, Полтавская область, Украина.
Код КОАТУУ — 5324080101. Население по переписи 2001 года составляло 1679 человек.
Является административным центром Абазовского сельского совета, в который, кроме того, входят сёла Лаврики, Рожаевка, Соломаховка и Червоная Долина.

## Географическое положение
Село Абазовка находится на правом берегу реки Полузерье, выше по течению на расстоянии в 1 км расположено село Соломаховка, ниже по течению на расстоянии в 0,5 км расположено село Карпуси, на противоположном берегу — село Лаврики.
Через село проходят автомобильная дорога М-03 и железная дорога, станция Абазовка.

## Экономика
- Абазовский завод железобетонных конструкций, АО.
- ООО «НЕТСО».
- ООО «ДУКЛА» (раньше — Агрофирма Насиння и СервисЗерноПром).

## Объекты социальной сферы
- Школа.
- Клуб.
- Фельдшерско-акушерский пункт.
- Сельская библиотека
- Вет. пункт

## Религия
- Свято-Успенский храм.

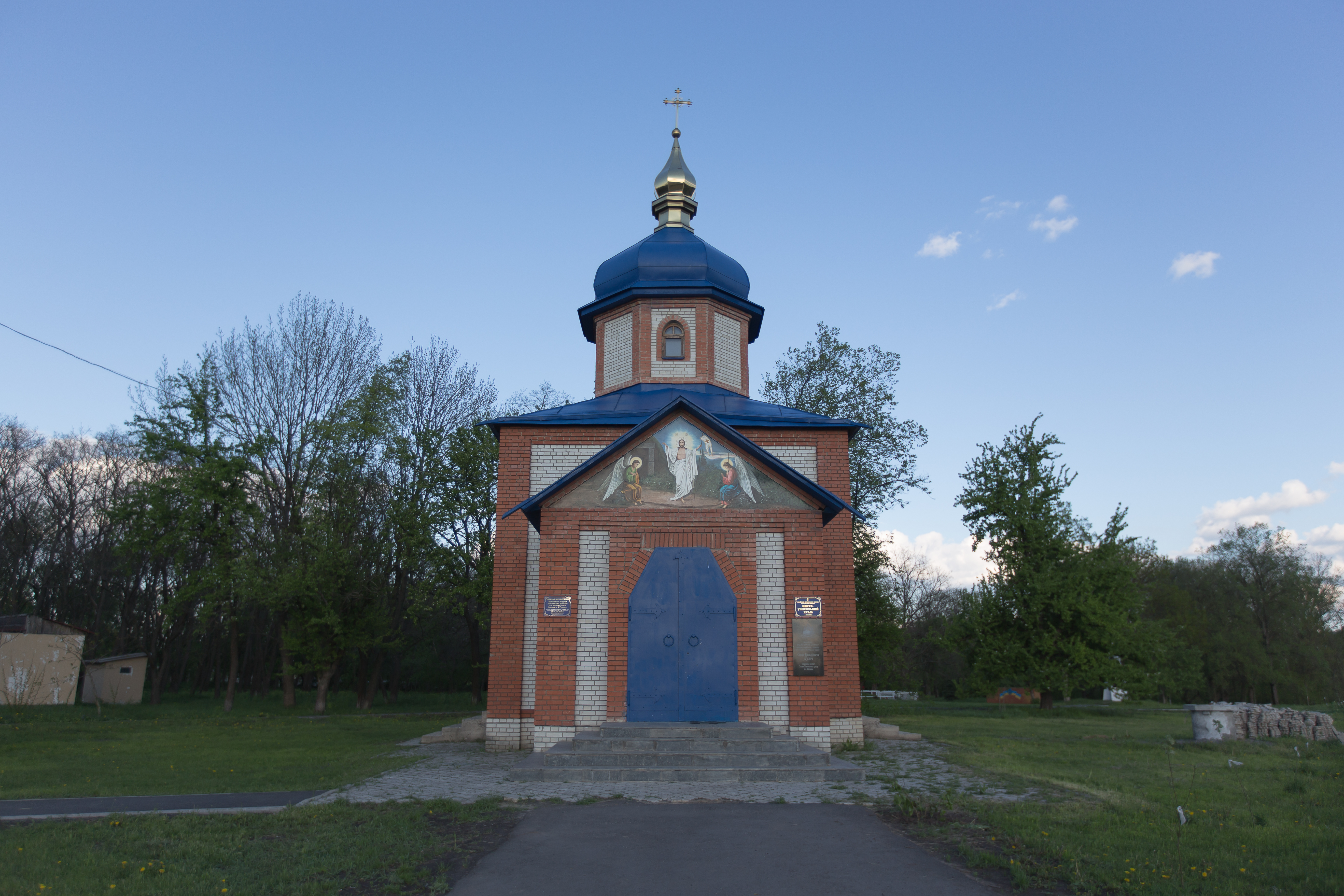
Свято-Успенский Храм

В Абазовке 10 октября 1849 года на ночлеге умер архиепископ Полтавский и Переяславский Гедеон.

## Достопримечательности
- Бюст Героя Советского Союза Белоусько Ивана Васильевича.